# Piazza dell'Anfiteatro
Piazza dell'Anfiteatro er en offentlig plads i det nordøstlige kvadrant af den gamle bydel, der er omkranset af bymuren i Lucca i Toscana, Italien. Ringen af bygninger der omkranser pladsen følge er ellipseform fra et tidligere romersk amfiteater fra 100-tallet. Der er adgang til pladsen via fire porte, der er pladseret nogenlunde overfor hinanden. Et kors er blevet indridste i den midterste flise på pladsen, og de fire arme i korset peger mod hver af de fire porte.

## Historie
Fundamentet til det tidligere amfiteater (fra 200- eller 100-tallet f.v.t.) ligger i dag omkring 3 meter under overfladen. Da teatret var størst var der omkring 18 rækker med plads til 10.000 publikummer.
I dag er pladsen omkranset af private boliger, der blev bygget oven på resterne af amfiteatret. I 1830 blev pladsen emre åben, da arkitekten Lorenzo Nottolini rev flere bygninger, som var opført i midten af ellipsen. Det var oprindeligt blevet omdannet til en markedsplads.